# 1월

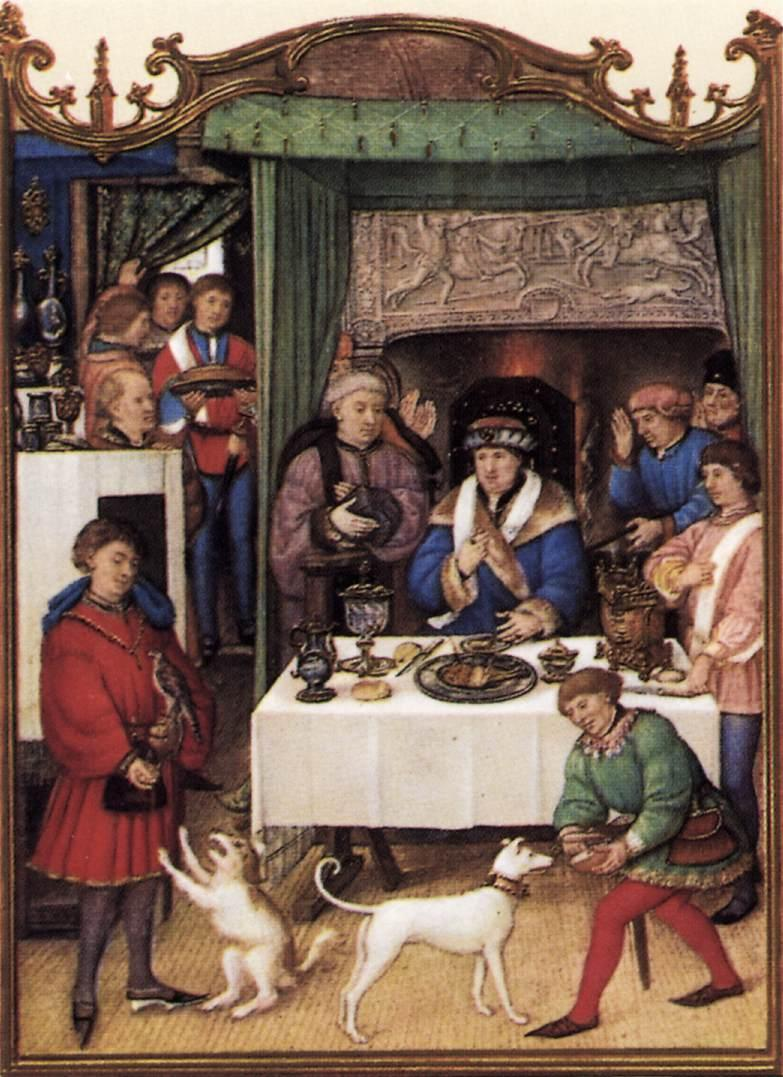

1월(一月, January)은 율리우스력과 그레고리력에서 한 해의 첫 번째 달이며, 31일까지 있는 7개의 달 중 하나다. 1월의 첫 번째 날은 중국에서 원단이라고 하며 대한민국의 양력설이다. 이 달과 작년의 5월은 항상 같은 요일로 시작하고 같은 요일로 끝난다. 평년인 경우 이 달과 그 해의 10월은 같은 요일로 시작하고 같은 요일로 끝나며, 윤년일 경우엔 이 달과 그 해의 4월, 7월과 같은 요일로 시작한다. 북반구의 대부분 지역은 1월에 가장 추우며(겨울의 두 번째 달이다.), 남반구의 대부분 지역은 1월에 가장 덥다(여름의 두 번째 달이다.). 북반구에서 1월은 남반구의 7월과 기후적으로 동일하며, 반대로 남반구의 1월은 북반구의 7월 기후와 동일하다.
400년 동안 이 달은 화요일, 금요일, 일요일에 58번, 수요일과 목요일에 57번, 월요일과 토요일엔 56번 시작한다.
단, 첫 주 평일은 2일, 3일, 4일(새해 첫날 연휴 포함), 5일(새해 첫날 징검다리 연휴 포함)이며, 마지막 주 평일은 29일, 30일, 31일이다.
음력 11월과 음력 12월이 이 달에 있으며 1월에는 음력 11월 15~16일, 12월 15~16일의 보름달을 관측할 수 있다.

## 유래
영어 'January'(라틴어 Mensis Ianuarius, "month of Janus")는 문(door)을 뜻하는 라틴어 ianua에서 유래했다. 문의 신인 야누스(Janus)에서 따왔으며, 야누스는 하늘의 문지기로서 한해를 여는 신이기도 하다. 앞뒤로 두 개의 얼굴을 가지고 있으며, 문은 시작과 전환(beginnings and transitions)을 나타내는 데서 모든 사물의 출발점의 신이라고 생각되었다.
원래 고대 로마 달력은 10개월 (304일)로 구성되어 있었고, 겨울은 달로서 생각되지 않았었다. 비록 원래의 고대 달력에서는 3월이 한 해의 시작이었지만, 기원전 713년 경 로물루스의 계승자였던 제2대 황제 누마 폼필리우스가 1월과 2월을 추가해 태음년(354일)과 같은 길이가 되었다고 여겨진다. 기원전 450년 경 데켐비리에 의해 1월이 한 해의 첫 달이 되었다고도 한다.
그럼에도 불구하고 중세 유럽에서는 3월 25일(성모 영보), 12월 25일(크리스마스) 등을 포함한 다양한 기독교적 축일들이 새해의 첫 날들로 사용되었다. 그러다 16세기 초에 공식적으로 다시 1월 1일을 새해의 첫날로 사용하기로 했는데, 이는 1월 1일이 그리스도 할례축일이기 때문이었다.

## 행사
- 1월 1일은 양력설이다.
- 음력 1월 1일은 설날이다.[1][2]
- 대개 윤년의 이듬해 1월 20일[3]에 미국에서 대통령 취임식을 치른다.
- 일본의 천황배 전일본 축구 선수권 대회 결승전이 1월 1일에 치러진다.
- 일본의 대학 입시 센터 시험은 1월 13일 이후 첫 번째 토요일과 일요일에 시행된다. 토요일에는 지리/역사/공민, 국어(일본어), 외국어 시험이, 일요일에는 수학과 이과(과학) 시험이 치러진다.
- 일본에서는 두 번째 주 월요일이 성인의 날이다.
- 미국에서는 세 번째 주 월요일이 마틴 루터 킹 주니어 탄생일이다.
- 동방 정교회의 크리스마스는 1월 7일이다.
- 오스트레일리아의 날은 1월 26일이다.
- 조선민주주의인민공화국의 조선글날은 1월 15일이다.
- 대한민국에서 그 해의 병역판정검사는 주로 1월 하순에 시작한다.
- 과거 후기대학 학력고사는 1월에 치렀다.
- 대한민국에서는 보통 2월에 졸업식과 종업식을 치르지만 최근에는 1월에도 치르는 경우도 많다.

## 대한민국의 국경일과 법정기념일
- 1월 1일 - 양력설 (공휴일) - 공휴일 지정 당시에는 1월 3일까지 연휴였으나, 1990년부터 1월 3일이 공휴일에서 제외되며, 9년 후인 1999년부터 1월 2일이 공휴일에서 제외되었다.
- 음력 1월 1일은 설날이다.[1][2]

## 세계 각국의 휴일
- 새해 첫날 (1월 1일) - 스리랑카, 이스라엘, 에티오피아, 미얀마, 일부 중동 국가 제외
- 수단 - 독립기념일 (1월 1일), 콥트교 크리스마스 (1월 8일)
- 카메룬 - 독립기념일 (1월 1일)
- 오스트레일리아 - 독립기념일 (1월 1일)
- 러시아 - 신년 및 크리스마스 연휴 (1월 1일~7일/8일)
- 미얀마 - 독립기념일 (1월 4일)
- 아르메니아 - 크리스마스 (1월 6일)
- 카자흐스탄 - 크리스마스 (1월 7일)
- 일본 - 성년의 날 (1월 둘째 주 월요일)
- 미국 - 마틴 루터 킹 데이 (1월 셋째 주 월요일)
- 주현절 (1월 6일) - 유럽의 기독교 국가만
- 동방교회 크리스마스 (1월 7일)
- 이집트 - 콥트교 크리스마스 (1월 7일)
- 탄자니아 - 잔지바르 혁명기념일 (1월 12일)
- 오스트레일리아 - 오스트레일리아의 날 (1월 26일)
- 나우루 - 독립기념일 (1월 31일)

## 이십사절기
- 소한: 1월 5일 또는 1월 6일.
- 대한: 1월 20일 또는 1월 21일.